# Wassjugan
Der Wassjugan (russisch Васюган; auch Wasjugan, Vasyugan) ist ein 1.082 km langer linker Nebenfluss des Ob in Sibirien (Russland).

## Flusslauf
Der Wassjugan entspringt im nördlichen Teil des Wassjugan-Feuchtgebietes, des größten Moorsystems der Erde mit mehr als 50.000 km² Fläche und 14 Milliarden Tonnen Torf in bis zu 10 Meter dicken Schichten, im Westsibirischen Tiefland nahe der Grenze zwischen Oblast Tomsk und Oblast Nowosibirsk bei ca. 140 m. Im weiteren Verlauf durchfließt er stark mäandrierend in weitem Bogen die Oblast Tomsk und mündet schließlich unterhalb von Kargassok in den Ob. Insbesondere im Unterlauf bildet der Fluss eine Vielzahl von Armen, Untiefen und Inseln, in der Flussaue gibt es viele Seen und Altarme. Als eigentliche Mündung gilt die eines Flussarmes 11 km unterhalb der Siedlung Kargassok (45 m ü. NN). Nahe der Mündung ist der Fluss ca. 190 m breit und 2,3 m tief; die Fließgeschwindigkeit beträgt 0,8 m/s.
Das Einzugsgebiet umfasst 61.800 km². Die mittlere monatliche Wasserführung bei Naunak, 63 km vor der Mündung, beträgt 328 m³/s (Minimum im Februar: 81,6 m³/s, Maximum im Juni: 951 m³/s). Nach anderen Quellen beträgt der mittlere Abfluss bei Naunak 381 m³/s.
Der Wassjugan gefriert von November bis Mai.
Er ist bis zum Dorf Nowy Wassjugan schiffbar (593 km). Im Einzugsgebiet des Wassjugan werden Erdöl und Erdgas gefördert.
Die wichtigsten Nebenflüsse sind von rechts Njurolka (Нюролька; 60 km schiffbar) und Tschischapka (Чижапка), von links Tschertala (Чертала) und Jagyljacha (Ягылъяха).